# Burg Yonezawa
Die Burg Yonezawa (japanisch 米沢城, Yonezawa-jō) befindet sich in der Stadt Yonezawa, Präfektur Yamagata. In der Edo-Zeit residierten dort die Uesugi, die mit einem Einkommen von 300.000 Koku zu den großen Tozama-Daimyō gehörten.

## Geschichte

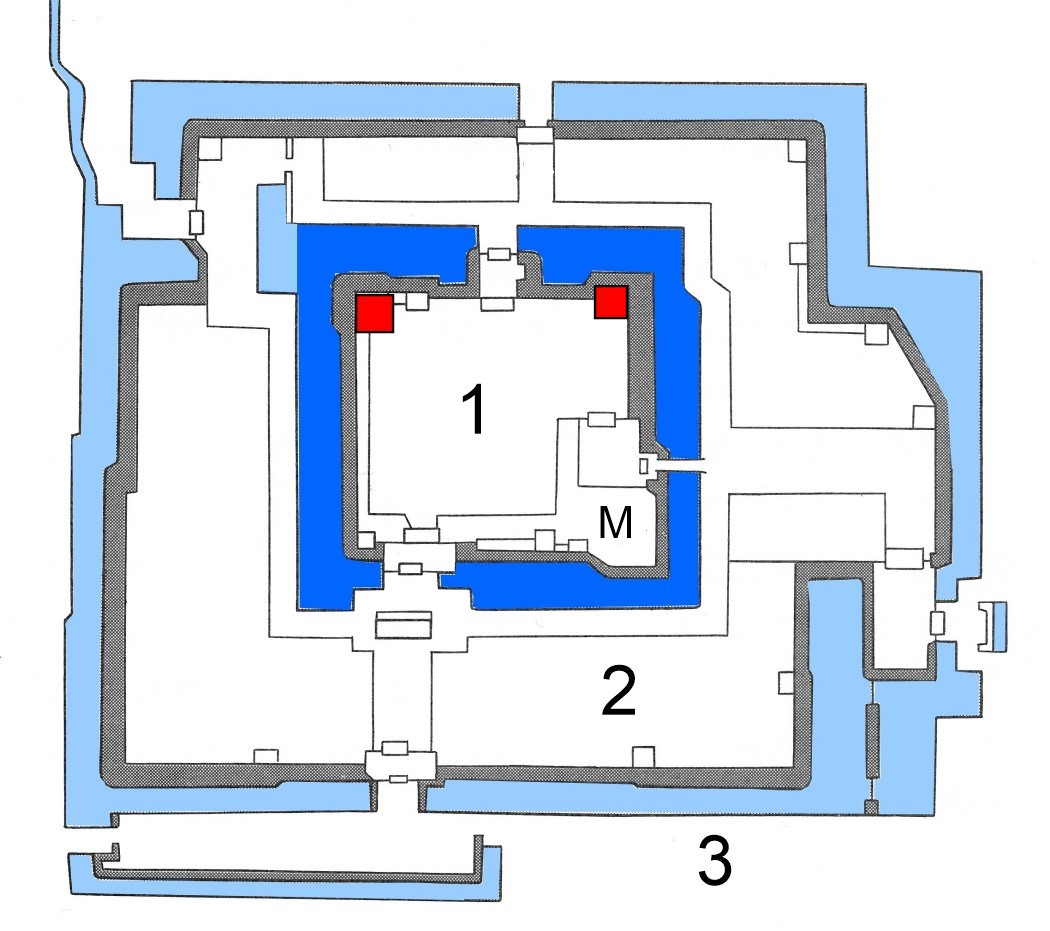
Burg Yonezawa
Dunkelblau: erhaltener Graben (Seitenlänge 200 m)
1: Hommaru,
2: Ni-no-maru,
M: Gedenkstätte,
3: San-no-maru,
Rot: Dreistöckige Wachtürme (御三階櫓, Go-sangai-yagura).

Nachdem Date Tanemune (伊達 稙宗; 1488–1565) und Sohn Harumune (晴宗; 1519–1578) einen Aufstand während der Tembun-Zeit (1532–1555) niedergeschlagen hatten, wechselte Harumune von der Burg Nishiyama in der Provinz Mutsu nach Yonezawa und machte diesen Ort zu seinem Hauptsitz, baute die Burg und legte die Burgstadt an. Als die Date nach Iwateyama versetzt wurden, übernahmen die Kamō (蒲生氏, Kamō-shi) die Burg. 1598 erhielt Uesugi Kagekatsu (1556–1623) die Domäne Aizu (会津蕃, Aizu-han) und dazu auch die Burg Yonezawa, die er seinem wichtigen Vasallen, Naoe Kanetsugu (直江 兼続; 1559–1620), überließ. Bei der Schlacht von Sekigahara im Jahr 1600 gehörte Kagekatsu zu den Verlierern, sein Einkommen wurde auf 300.000 Koku reduziert, und ihm blieb nur noch Yonezawa.
Kagekatsu erneuerte den zweiten Burgbezirk, das Ni-no-maru (二ノ丸), und begann 1608 mit einem umfassenden Um- und Ausbau der Burganlage. Die Arbeiten umfassten neben dem zentralen Bezirk, das Hommaru (本丸), das Ni-no-maru und den dritten Burgbezirk, das San-no-maru (三ノ丸), auch Soto-kuruwa (外廓) genannt. Der innerste Burgbereich war von den äußeren jeweils vollständig umschlossen, sie sind durch Wassergräben und Erdwälle geschützt. Einen Burgturm gab es nicht, dessen Funktion wurde von zwei dreistöckigen Wachtürmen an der Nordwest- und Nordost-Ecke des Hommaru übernommen. Im Hommaru fand sich auch eine Residenz und eine Gedenkstätte für Uesugi Kenshin. Im Ni-nomaru befand sich eine weitere Residenz und Anwesen von Vasallen. Weitere Vasallen hatten ihren Wohnsitz im San-no-maru.
Die Burg blieb bis zur Meiji-Restauration 1868 Sitz der Uesugi, wurde danach aber weitgehend abgerissen. Im Hommaru befindet sich unter anderem ein Schrein, in dem die Uesugi verehrt werden. Südöstlich vom Hommaru, also im ehemaligen Ni-no-maru, steht seit 2001 das Städtische Uesugi-Museum (米沢市上杉博物館, Yonezawa-shi Uesugi hakubutsukan), das unter anderem einen Nationalschatz, das das alte Kyoto auf Goldgrund darstellende Stellschirmpaar Rakuchū-Rakugai-zu (洛中洛外図) von Kanō Eitoku, beherbergt.